# Jenson Brooksby
Jenson Tyler " JT " Brooksby  (nascido em 26 de outubro de 2000) é um jogador de tênis profissional americano. Ele alcançou seu melhor ranking em 11 de abril de 2022, sendo o 35º do Mundo.

## Carreira profissional
Brooksby entrou na Universidade De Baylor para jogar tênis universitário, mas tornou-se profissional depois de sua primeira temporada devido a lesão.

## Estilo de jogo
Brooksby tem um estilo de jogo único e foi considerado "não ortodoxo" por seus colegas. Seu principal seria o movimento e redirecionamento da bola. Ele tem jogadas curtas para que possa enganar seus adversários. Seu saque é sólido devido à sua altura. E ele tem uma tolerância de jogo alta, o que significa que ele é capaz de durar mais que e ganhar seus adversários em longos ralis

### 2018: estreia no Grand Slam

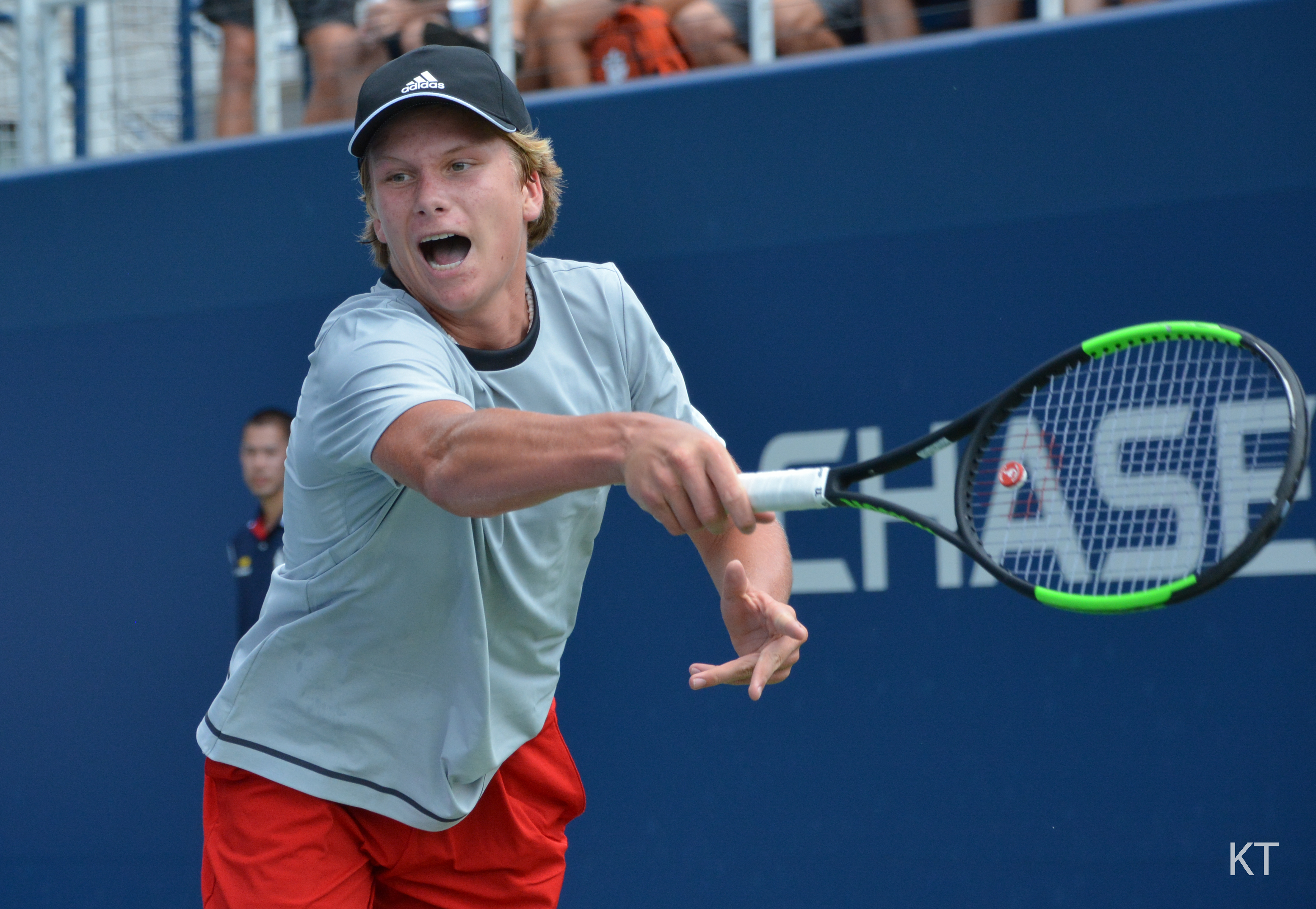
Brooksby no US Open 2018.

Em 12 de agosto de 2018, Brooksby derrotou Brandon Nakashima para ganhar o campeonato nacional sub-18 da USTA Boys.  Esta vitória rendeu-lhe um wild card no sorteio principal do US Open . Ele perdeu na primeira rodada para o eventual quadrifinalista John Millman .

### 2019: segunda rodada do US Open
Em 23 de agosto de 2019, Brooksby se classificou para o sorteio principal do US Open, onde derrotou Tomáš Berdych em quatro sets na primeira rodada. No entanto, na segunda rodada, Brooksby caiu em uma partida de quatro sets para o 17º cabeça de chave Nikoloz Basilashvili, da Geórgia.

### 2021: Primeira final ATP, quarta rodada do US Open, estreia no Top 60
Em 2021, Brooksby ganhou três títulos Challengers, em Potchefstroom-2, Orlando-1 e Tallahassee . Ele fez sua estreia no top 150 da atp ao atingir o recorde da carreira, o número 149 do Mundo, em 14 de junho de 2021.
Ele também alcançou sua primeira final da turnê ATP no 2021 Hall of Fame Open em Newport, derrotando Evgeny Donskoy, Denis Kudla, Peter Gojowczyk, e o 7º seed Jordan Thompson . Ele se tornou o segundo jogador mais jovem a chegar à final em 45 anos de história do torneio nas quadras de grama de Newport. Ele perdeu para o 8º cabeça de chave Kevin Anderson na final. Esse resultado trouxe Brooksby a um novo recorde de carreira, o número 126, em 19 de julho de 2021.
No Citi Open de 2021, Brooksby venceu o 2º cabeça de chave e 15º do Mundo, Félix Auger-Aliassime para ganhar sua primeira vitória entre os 50 primeiros (e os 20 melhores) e avançar para sua primeira quartas de final de nível ATP 500.  Ele venceu John Millman  para avançar para sua primeira semifinal ATP 500, onde perdeu para o 5º cabeça de chave (e eventual campeão) Jannik Sinner . Como resultado desse torneio, Brooksby entrou no top 100 pela primeira vez, tornando-se o número 99 do mundo em 9 de agosto de 2021.
Na semana seguinte, no National Bank Open de 2021, Brooksby fez sua estreia no nível ATP 1000, mas perdeu na primeira rodada para Nikoloz Basilashvili .
Brooksby então recebeu um wild card de simples no US Open . Ele alcançou a quarta rodada de um Major pela primeira vez, derrotando Mikael Ymer, compatriota Taylor Fritz  e o 21º cabeça de chave Aslan Karatsev . Brooksby, de 20 anos, tornou-se o mais jovem americano a chegar à quarta rodada do Aberto dos Estados Unidos desde que Andy Roddick, então com 20 anos, o fez em 2002 . Brooksby derrotou Karatsev no 31º set de cinco sets do torneio - empatou com Wimbledon em 2015 em um evento Grand Slam, desde 34 no Aberto dos Estados Unidos de 2004 . Ele então perdeu para o número 1 do mundo Novak Djokovic em quatro sets, em um jogo bem disputado, porém Djoko dominou após o terceiro set, fazendo com que Brooksby ficasse exausto fisicamente.
Como uma qualificação no Aberto da Europa de 2021, Brooksby chegou às semifinais, onde perdeu para Diego Schwartzman . Como resultado, ele novamente conseguiu o melhor ranking, nº 59, em 25 de outubro de 2021.
Brooksby se classificou para as finais de 2021 do Next Generation ATP, mas não jogou devido a uma lesão.

## Linha do tempo de desempenho
Predefinição:Performance key

### Simples
Atual durante o Rolex Paris Masters de 2021 .
| Torneios               | 2018 | 2019 | 2020 | 2021                 | 2022 | SR    | W–L  | Win % |
| ---------------------- | ---- | ---- | ---- | -------------------- | ---- | ----- | ---- | ----- |
| Grand Slam tournaments |      |      |      |                      |      |       |      |       |
| Australian Open        | A    | A    | A    | A                    |      | 0 / 0 | 0–0  | –     |
| French Open            | A    | A    | A    | 1R                   |      | 0 / 1 | 0–1  | 0%    |
| Wimbledon              | A    | A    | NH   | A                    |      | 0 / 0 | 0–0  | –     |
| US Open                | 1R   | 2R   | A    | 4R                   |      | 0 / 3 | 4–3  | 57%   |
| Win–Loss               | 0–1  | 1–1  | 0–0  | 3–2                  |      | 0 / 4 | 4–4  | 50%   |
| ATP Masters 1000       |      |      |      |                      |      |       |      |       |
| Indian Wells Masters   | A    | A    | NH   | 2R                   |      | 0 / 1 | 1–1  | 50%   |
| Miami Open             | A    | A    | NH   | Q2                   |      | 0 / 0 | 0–0  | –     |
| Monte-Carlo Masters    | A    | A    | NH   | A                    |      | 0 / 0 | 0–0  | –     |
| Madrid Open            | A    | A    | NH   | A                    |      | 0 / 0 | 0–0  | –     |
| Italian Open           | A    | A    | A    | A                    |      | 0 / 0 | 0–0  | –     |
| Canadian Open          | A    | A    | NH   | 1R                   |      | 0 / 1 | 0–1  | 0%    |
| Cincinnati Masters     | A    | A    | A    | A                    |      | 0 / 0 | 0–0  | –     |
| Shanghai Masters       | A    | A    | NH   | NH                   |      | 0 / 0 | 0–0  | –     |
| Paris Masters          | A    | A    | A    | <s id="mwAUU">1R</s> |      | 0 / 0 | 0–0  | –     |
| Win–Loss               | 0–0  | 0–0  | 0–0  | 1–2                  |      | 0 / 2 | 1–2  | 33%   |
| Career statistics      |      |      |      |                      |      |       |      |       |
| Tournaments            | 1    | 1    | 0    | 7                    |      | 9     | 9    | 9     |
| Titles                 | 0    | 0    | 0    | 0                    |      | 0     | 0    | 0     |
| Finals                 | 0    | 0    | 0    | 1                    |      | 1     | 1    | 1     |
| Overall Win–Loss       | 0–1  | 1–1  | 0–0  | 15–7                 |      | 0 / 9 | 16–9 | 64%   |
| Year-end ranking       | 978  | 269  | 307  | 56                   |      |       |      |       |

## Finais de carreira ATP
| Lenda                  |
| ---------------------- |
| Grand Slam (0–0)       |
| ATP Masters 1000 (0–0) |
| ATP 500 Series (0–0)   |
| ATP 250 Series (0-1)   |

| Títulos por superfície |
| ---------------------- |
| Difícil (0–0)          |
| Clay (0–0)             |
| Grama (0-1)            |

| Títulos por configuração |
| ------------------------ |
| Externo (0-1)            |
| Interno (0–0)            |

## Finais de ATP Challenger e ITF Futures

### Simples: 7 (6–1)
| Lenda (solteiros)         |
| ------------------------- |
| Tour ATP Challenger (3-1) |
| Tour Futuros da ITF (3–0) |

| Títulos por superfície |
| ---------------------- |
| Difícil (5–1)          |
| Clay (1–0)             |
| Grama (0–0)            |
| Tapete (0–0)           |

## Record against other players

### Recorde contra os 10 melhores jogadores
O recorde de Brooksby contra jogadores que foram top 10 primeiros, com aqueles que estão ativos em negrito. Apenas as partidas do sorteio principal do ATP Tour são consideradas:
| Jogador                           | Registro | Ganhar % | Difícil           | Argila          | Grama            | Última partida                                                   |
| --------------------------------- | -------- | -------- | ----------------- | --------------- | ---------------- | ---------------------------------------------------------------- |
| Jogadores com classificação nº 1  |          |          |                   |                 |                  |                                                                  |
| </img> Novak Djokovic             | 0-1      | 0%       | 0-1               | -               | -                | Perdido (6–1, 3–6, 2–6, 2–6) em 2021 US Open                     |
| Número 3 jogadores classificados  |          |          |                   |                 |                  |                                                                  |
| </img> Alexander Zverev           | 0-1      | 0%       | 0-1               | -               | -                | Perdido (4-6, 6-3, 1-6) em 2021 Indian Wells                     |
| Número 4 jogadores classificados  |          |          |                   |                 |                  |                                                                  |
| </img> Tomáš Berdych              | 1–0      | 100%     | 1–0               | -               | -                | Ganhou (6–1, 2–6, 6–4, 6–4) no Aberto dos Estados Unidos de 2019 |
| Número 5 jogadores classificados  |          |          |                   |                 |                  |                                                                  |
| </img> Kevin anderson             | 1-1      | 50%      | 1–0               | -               | 0-1              | Ganhou (7–6 (7–4), 6–3) em 2021 Washington DC                    |
| Número 8 jogadores classificados  |          |          |                   |                 |                  |                                                                  |
| </img> Diego Schwartzman          | 0-1      | 0%       | 0-1               | -               | -                | Perdido (4-6, 0-6) em 2021 Antuérpia                             |
| Número 9 jogadores classificados  |          |          |                   |                 |                  |                                                                  |
| </img> Jannik Sinner              | 0-1      | 0%       | 0-1               | -               | -                | Perdido (6–7 (2–7), 1–6) em 2021 Washington DC                   |
| Número 10 jogadores classificados |          |          |                   |                 |                  |                                                                  |
| </img> Félix Auger-Aliassime      | 1–0      | 100%     | 1–0               | -               | -                | Ganhou (6–3, 6–4) em 2021 Washington DC                          |
| Total                             | 3-5      | 37.5%    | 3-4 </br> ( 43% ) | 0–0 </br> ( - ) | 0-1 </br> ( 0% ) | * Estatísticas corretas Desde 23 de outubro de 2021 .            |